# Чернь (геральдика)
Чернь (фр. и англ. Sable) — традиционное название для чёрного цвета в геральдике.
В геральдической литературе именуется также: чёрный, соболь, диамант, диамантовый, траур. В гербах принцев выражается термином «Saturne», в гербах пэров — «diamant», во всех прочих «sable».
Обозначение данной тинктуры в англо-французской и иберийской геральдике, сабль, происходит от французского «sable», в свою очередь восходящего к немецкому «Zobel», обозначавшему окрас спинного ворса меха чёрного соболя, который иногда использовался вместо чёрной краски при оформлении гербов. На арабском это слово писалось «zebel» или «zibel». Таким образом, можно предположить, что во французский, немецкий и английские языки это слово вошло во времена крестовых походов.

## Шраффировка
Графически в чёрно-белом варианте цвет обозначается горизонтальными и вертикальными линиями, пересекающимися под прямыми углами, либо сплошной заливкой. Иногда, при изображении животных, передаётся штриховым изображением шерсти или перьев на сером фоне. Также может передаваться аббревиатурой s. / Sa. и Sch (от schwarz), рус. чрн.

## Символика цвета
Некоторые геральдисты считают чёрный цвет наименее благородным из всех цветов, используемых в геральдике. Он ассоциируется с темнотой и мраком (как в прямом, так и в переносном смысле), а также с траурной одеждой, которую носили рыцари. Тем не менее посредством именно этого цвета чаще всего изображают орлов, а эти птицы в геральдике — символ особого благородства.
В Европе с древнейших времён все негативные явления и печальные события, такие как траур, поражение, месть, восстание, ассоциируется с чёрным цветом.
Траурные мотивы присутствуют во многих гербах. Так было с гербом Ареццо: когда-то на его серебряном фоне изображался красный конь, затем, конь стал чёрным в ознаменование траура по Генриху VII († 1313). В связи с трауром по случаю кончины Карла VIII во Франции († 1498), по всей стране стали носить чёрную одежду, символизирующую скорбь по умершему. В XII—XIII веках, когда морской разбой стал весьма распространённым явлением, пираты также взяли на вооружение чёрный цвет — именно такой была раскраска флагов флибустьеров.
На рыцарских турнирах этот цвет, в сочетании с другими, принимал едва ли не противоположные значения: в сочетании с зелёным — чёрный символизировал смирение и сдержанность, с красным — скуку и тоску. Понятия, символизируемые чёрным, могли противоречить друг другу: постоянство, строгость, скорбь, полная достоинства, смирение — и несчастье, предательство, измены, «зло» во всех смыслах этого слова. Тем не менее строгое великолепие гербов от этого никак не страдают, а самые благородные фигура, орлы, грифы и лошади, носят именно этот цвет. Чёрный цвет, «подобно железу», олицетворяет одновременно силу и стремление к победе, терпение, твердость, упорство, постоянство в принятии решений, мудрость, осторожность, безмолвие, честь, веру и преданность до самой смерти.
В геральдике же на первое место выходят траур и различные негативные аспекты. Геральдист Филиберто Кампаниле писал (1610): «хотя чёрный цвет и является самым последним из цветов геральдики, тем не менее он символизирует силу и могущество, он может заглушить и омрачить любой другой цвет, а другие цвета не могут подавить и заглушить его, посему можно утверждать, что он олицетворяет постоянство, стойкость, силу и непобедимость».
Чернь, как краситель для щитов получали из сажи или жжёной слоновой кости, наиболее дорогой вариант — чёрные элементы выкладывались шкурками чёрного соболя.
В средневековой астрономии чёрному цвету соответствовала планета Сатурн, в алхимии — диамант.